# Jean-Louis Tauran
Jean-Louis Pierre Tauran, född 5 april 1943 i Bordeaux, Frankrike, död 5 juli 2018 i Hartford, Connecticut, USA, var en fransk kardinal i Romersk-katolska kyrkan. Han var kardinalprotodiakon från 2011 till 2014. Sedan 20 december 2014 var han camerlengo.

## Biografi
Jean-Louis Tauran prästvigdes 1969 av ärkebiskopen av Bourdeaux Marius-Félix-Antoine Maziers, och utnämndes den 1 december 1990 till statssekreterare med ansvar för internationella relationer i Heliga stolens statssekretariat samt utsågs till titulärärkebiskop av Telepte. Den 6 januari 1991 blev han biskopsvigd av påve Johannes Paulus II. Påven assisterades vid vigningen av Giovanni Battista Re och Justin Francis Rigali.
I oktober 2003 avgick Tauran som statssekreterare och utnämndes till kardinaldiakon av Sant'Apollinare alle Terme Neroniane-Alessandrine. Sedan november samma år är Tauran därtill bibliotekarie över Vatikanbiblioteket samt arkivarie vid Vatikanens hemliga arkiv. I januari 2007 blev han av påve Benedictus XVI utsedd till Vatikanstatens ansvarige för interreligiös dialog. 
Efter påvens anförande i Regensburg 2006, som retade muslimer, ålades det kardinal Tauran att återupprätta de katolska relationerna med den muslimska världen. I detta syfte deltog kardinalen i en konferens vid Al Azhar-universitetet i Kairo i februari 2008. Detta ledde till att han organiserade ett av påven påbjudet religiöst toppmöte i november 2008, med dignitärer från de båda världsreligionerna på temat "älska Gud, älska din nästa".